# Гусятинський повіт (ЗУНР)
Гусятинський повіт — адміністративна одиниця у складі ЗУНР (після окупації Польщею — в складі Тернопільського воєводства у 1921—1925 роках.
Адміністративний центр — місто Гусятин (1 липня 1925 адміністративний центр Гусятинського повіту було перенесено з Гусятина до Копичинців, назву повіту замінено на Копичинецький повіт).

## У складі ЗУНР
Повітовими комісарами були: спочатку Михайло Шахнович, його змінив судовий радник Юрій Шмериховський, далі був Михайло Мандзій. Комісаром по судовому округу Гусятин був суддя Ґижовський (колишній москвофіл). Делегатом до УНРади від повіту обраний о. Северин Матковський, парох у Боссирах (УНДП).

## Міста і гміни
Станом на 30 вересня 1921 року у Гусятинському повіті було 2 міста, 49 гмін (з 2-ма містечка) і 47 маєтків.
Міста: Гусятин і Копичинці
Гміни: Босири, Целіїв, Хлопівка, Хоростків (містечко), Чабарівка, Воля Чорнокінецька, Малі Чорнокінці, Великі Чорнокінці, Гадинківці, Городниця, Малий Говилів, Великий Говилів, Гриньківці, Яблунів, Карашинці, Клювинці, Коцюбинці, Коцюбинчики, Котівка, Крогулець, Кривеньке, Личківці, Майдан, Мшанець, Мишківці, Нижбірок Новий, Нижбірок Старий, Нижбірок Шляхетський, Вільхівчик, Оришківці, Перемилів, Постолівка, Пробіжна (містечко), Раків Кут, Самолусківці, Сидорів, Сокиринці, Суходіл, Сухостав, Шидловці, Товстеньке, Трибухівці, Тудорів, Увисла, Васильківці, Васильків, Верхівці, Зелена та Жабинці.
1 лютого 1922 р. розпорядженням Ради Міністрів повіт підпорядковано управі Чортківського повіту.
1 січня 1925 року утворено дві нові гміни — Вітосівка (з частин гмін Мшанець і Великий Говилів) та Заремба (з частини гміни Гадинківці) (нові мазурські колонії, засновані в першій половині 1920-х).